# Merlík
Merlík (Chenopodium) je rod převážně jednoletých bylin z čeledi laskavcovitých (Amaranthaceae). Rod v minulosti patřil do čeledi merlíkovitých (Chenopodiaceae), která je nyní včleněna do čeledi laskavcovitých jako monofyletická podčeleď merlíkové (Chenopodoideae). Rod má téměř 150 druhů a je kosmopolitně rozšířen, nejpestřejší výběr druhů je v mírných a subtropických oblastech.

## Ekologie
Je to rod morfologicky variabilní, druhy se od sebe liší tvarem listů, strukturou květu, typem květenství i velikostí a barvou pylu. Rostliny se vyznačují vysokou odolností, úspěšně rostou v aridních i semiaridních oblastech, často ve vysokých nadmořských výškách, nevadí jim ani půdy s vyšší koncentraci soli.
Obsahuje druhy diploidní, tetraploidní i hexaploidní, vyskytují se i různé stupně ploidie v rámci jednoho druhu. Chromozomové číslo rodu je x = 9.

## Popis
Rostliny jsou, zvláště v mládí, porostlé na rozvětvené lodyze, listech i květech drobnými, měchýřkovitými chlupy, které vyvolávají dojem pomoučení, u některých druhů s věkem olysávají. Listy se tvarem i velikostí od sebe u jednotlivých druhů odlišují a bývají důležitým určovacím znakem; jsou jen lodyžní a někdy bývají u báze koncentrované, jsou řapíkaté i přisedlé a nemají palisty.
Nenápadné květy vyrůstají v klubkách, které jsou dále sestaveny do bohatých latnatých nebo klasovitých květenství. Drobné, v převážně většině oboupohlavné květy mají pětilisté (ojediněle troj- či čtyřlisté) vytrvalé okvětí, někdy považované za kalich. V květech je pět (ojediněle i méně) tyčinek postavených proti okvětním lístkům a volný, svrchní, ze dvou plodolistů vytvořený semeník s jediným vajíčkem a se dvěma kratičkými čnělkami s vícelaločnými bliznami. Pro zamezení samoopylení dozrávají dříve blizny než pyl v podlouhlých prašnících. Květy neprodukují nektar a jsou opylovány větrem. Plodem je kulovitá, tmavá nažka, částečně nebo zcela uzavřená v suchém okvětí.

## Význam
Většina druhů jsou planě rostoucí rostliny, pouze některé se začínají ve větší míře používat jako užitkové rostliny. Jsou to např. merlík Berlandierův (Chenopodium berlandieri) pěstovaný hlavně v Mexiku, merlík canihua (Chenopodium pallidicaule) a merlík čilský (Chenopodium quinoa) z Jižní Ameriky. Počítají se mezi pseudoobiloviny a obsahují mnoho výživných látek a aminokyselin, více než obiloviny i luštěniny, a navíc neobsahují lepek. Dalším významným druhem je vytrvalý merlík vonný (Chenopodium ambrosioides), který se na jihoamerických náhorních plošinách seče, suší a používá jako seno.
Druhy merlík bílý, merlík fíkolistý, merlík kalinolistý, merlík mnohosemenný, merlík sivý, merlík švédský, merlík tuhý a merlík zvrhlý jsou považované za rostliny zaplevelující česká pole.

## Taxonomie
V přírodě České republiky se trvale nebo příležitostně vyskytuje těchto 25 druhů merlíků z rodu Chenopodium:
- merlík australský (Chenopodium nitrariaceum (F. Muell.) Benth.)
- merlík Berlandierův (Chenopodium berlandieri Moq.)
- merlík bílý (Chenopodium album L.)
- merlík červený (Chenopodium rubrum L.)
- merlík čilský (Chenopodium quinoa Willd.)
- merlík drobnolistý (Chenopodium striatiforme Murr)
- merlík fíkolistý (Chenopodium ficifolium Sm.)
- merlík hlavatý (Chenopodium capitatum (L.) Asch.)
- merlík hustoklasý (Chenopodium probstii Aellen)
- merlík kalinolistý (Chenopodium opulifolium W. D. J. Koch et Ziz)
- merlík kozlí (Chenopodium hircinum Schrad.)
- merlík listnatý (Chenopodium foliosum Asch.)
- merlík městský (Chenopodium urbicum L.)
- merlík misurský (Chenopodium missouriense Aellen)
- merlík mnohosemenný (Chenopodium polyspermum L.)
- merlík rozprostřený (Chenopodium karoi (Murr) Aellen)
- merlík sivý (Chenopodium glaucum L.)
- merlík slanomilný (Chenopodium chenopodioides (L.) Aellen)
- merlík smrdutý (Chenopodium vulvaria L.)
- merlík švédský (Chenopodium suecicum Murr)
- merlík tuhý (Chenopodium strictum Roth)
- merlík všedobr (Chenopodium bonus-henricus L.)
- merlík zašpičatělý (Chenopodium acuminatum Willd.)
- merlík zední (Chenopodium murale L.)
- merlík zvrhlý (Chenopodium hybridum L.)

a 8  samovolných kříženců:
- Chenopodium ×fursajevii (C. album × C. suecicum)
- Chenopodium ×gruellii (C. ficifolium × C. suecicum)
- Chenopodium ×preissmannii (C. album × C. opulifolium)
- Chenopodium ×schulzeanum (C. glaucum × C. rubrum)
- Chenopodium ×thellungii (C. opulifolium × C. suecicum)
- Chenopodium ×tridentinum (C. opulifolium × C. strictum)
- Chenopodium ×variabile (C. album × C. berlandieri)
- Chenopodium ×zahnii (C. album × C. ficifolium).[9]

## Galerie

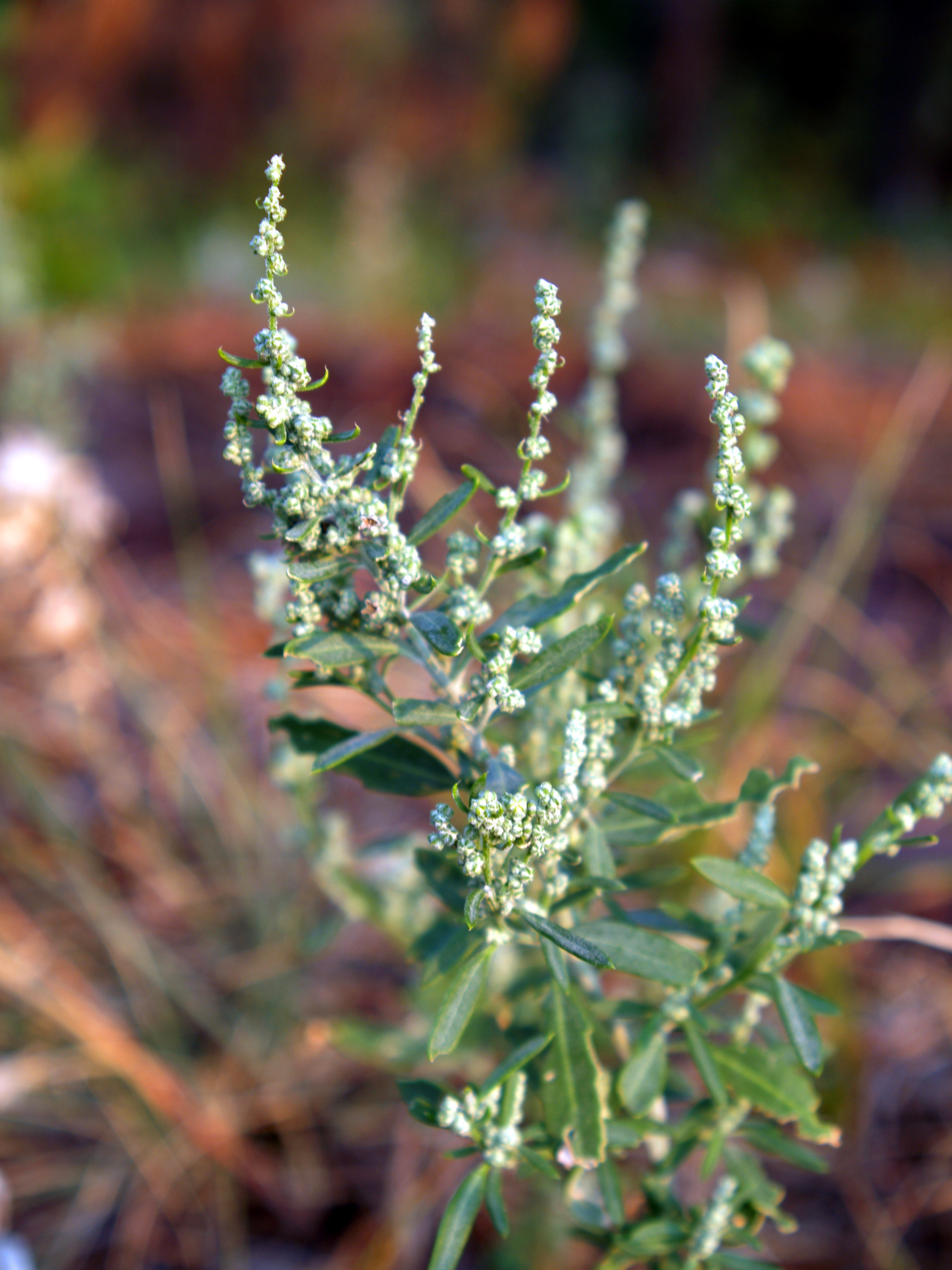
Merlík Berlandierův
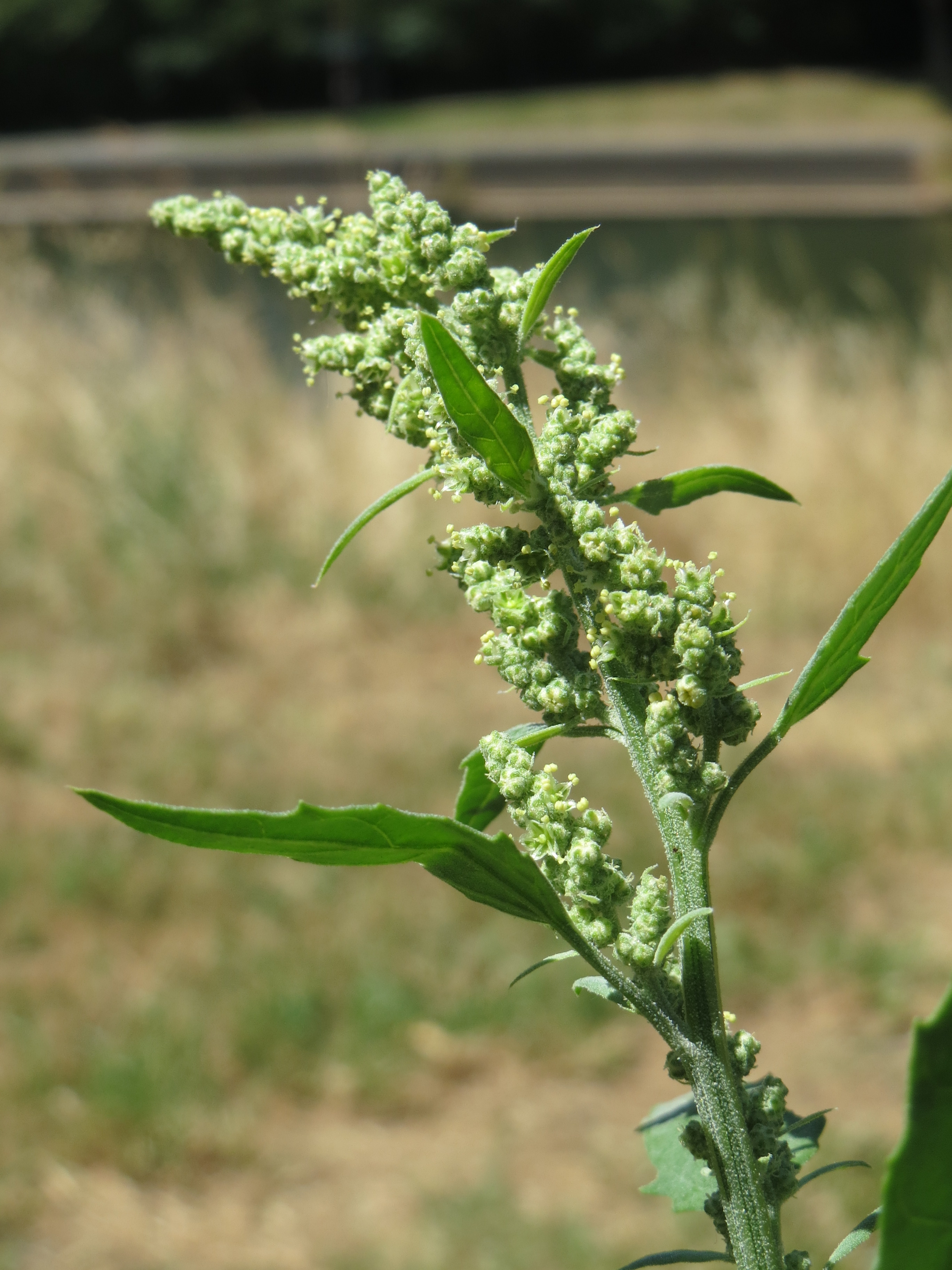
Merlík bílý
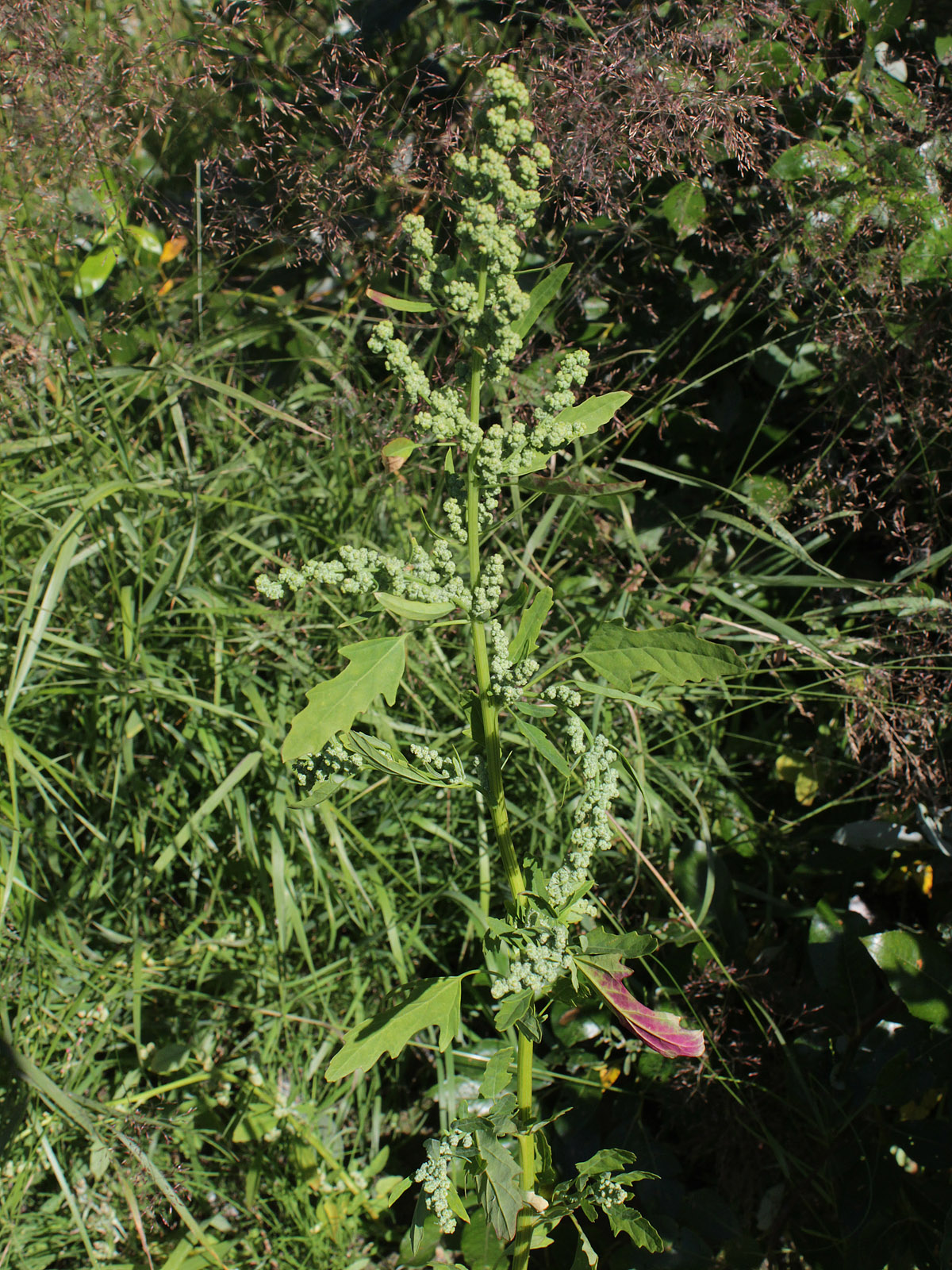
Merlík fíkolistý
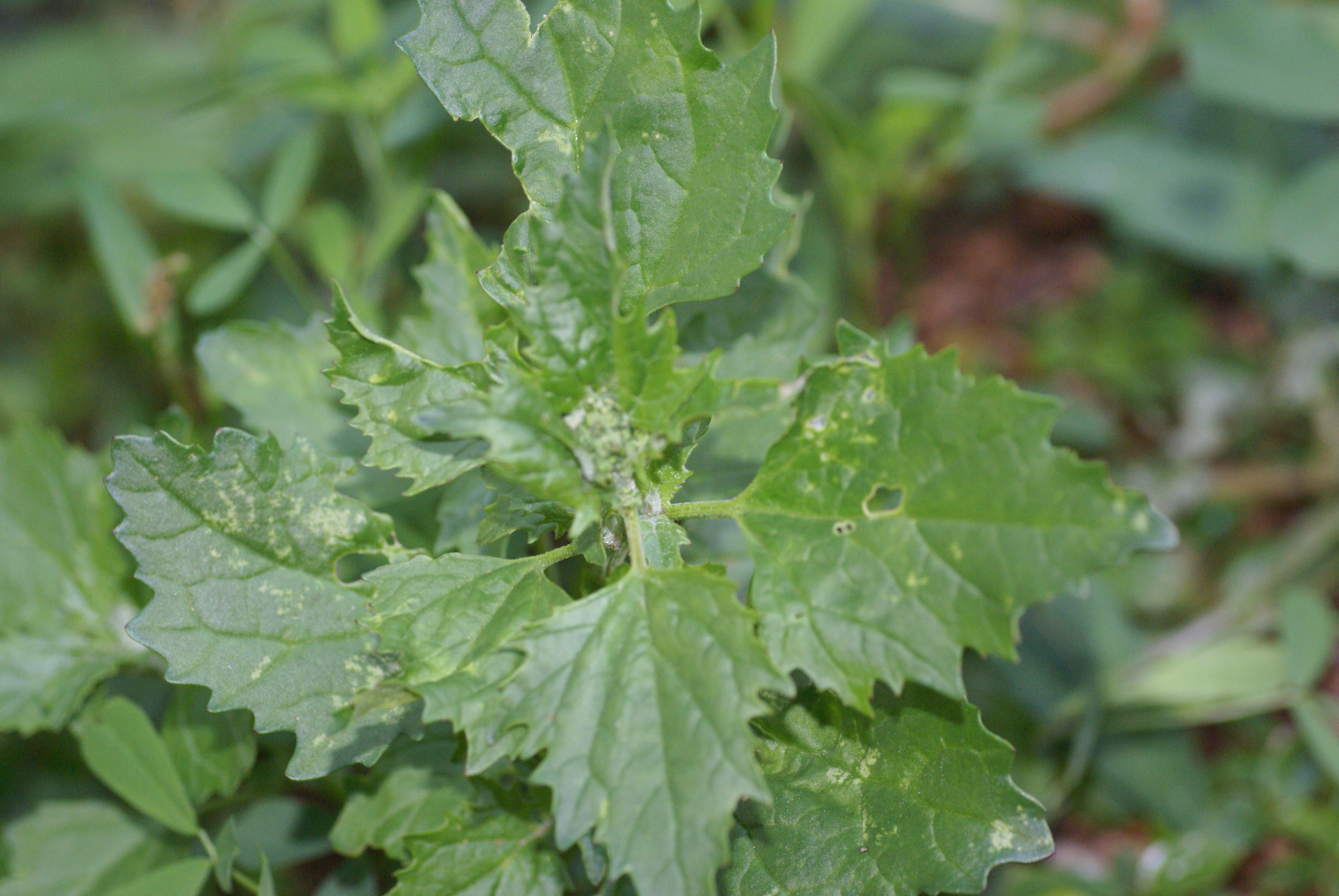
Merlík švédský